# Nokia N97
Nokia N97, annonserad 2 december 2008, är en mobiltelefon från Nokia med en pekskärm och QWERTY-tangentbord.  Telefonen har inbyggd GPS och elektrisk kompass, 32 GB lagringsminne och åtkomst till Nokia Music Store och Nokia Ovi Store. 
Det finns även en mindre N97:a som kallas N97 mini och den annonserades på dagen 10 månader senare: 2 september 2009. Både N97 och N97 har Symbian som operativsystem och Series 60 5th Edition som gränssnitt.  N97 mini skiljer sig från N97 med bland annat en något mindre skärm och en fjärdedel så stort lagringsminne.

## Skillnaderna mellan N97 och N97 mini
De största skillnaderna mellan N97 och N97 mini är följande:
|                           | N97                                | N97 mini                            |
| ------------------------- | ---------------------------------- | ----------------------------------- |
| Mått                      | 117.2 × 55.3 × 15.9 mm             | 113 × 52.5 × 14.2 mm                |
| Volym                     | 88 cc                              | 75 cc                               |
| Vikt                      | 150 g                              | 138 g                               |
| Skärmstorlek              | 3,5 tum                            | 3,2 tum                             |
| Masslagringsminne         | 32 GB                              | 8 GB                                |
| NAND-minne                | 256 MB (ca. 73 MB till användaren) | 512 MB (ca. 277 MB till användaren) |
| FM-sändare                | Tillgänglig                        | Ej tillgänglig                      |
| Batterimodell             | BP-4L 3.7 V 1500 mAh               | BL-4D 3.7 V 1200 mAh                |
| GSM-taltid, upp till      | 9.5 timmar                         | 7.1 timmar                          |
| 3G-taltid, upp till       | 6.0 timmar                         | 4.0 timmar                          |
| GSM Standby-tid, upp till | 18 dagar                           | 13 dagar                            |
| 3G Standby-tid, upp till  | 17 dagar                           | 13 dagar                            |